# Lương Hà
Lương Hà (chữ Hán giản thể: 梁河县) là một huyện thuộc châu tự trị dân tộc Thái, Cảnh Pha Đức Hoành, tỉnh Vân Nam, Cộng hòa Nhân dân Trung Hoa. Huyện này có diện tích 1159 km2, dân số năm 2004 là 16 vạn người. Chính quyền huyện đóng ở trấn Giá Ô. Huyện được chia thành 3 trấn và 6 hương.
- Trấn: Giá Ô, Mãnh Dưỡng và Mang Đông.
- Hương: Cửu Bảo, Tiểu Hán, Đại Hán, hương dân tộc A Xương Nẵng Tống, Hà Tây và hương dân tộc A Xương Cửu Bảo.